# Fumagal
Fumagal es una aleación de magnesio con aluminio.
A diferencia del magal que se obtiene por medios mecánicos (forja), el fumagal se obtiene por fundición. De ahí su nombre, que es el acrónimo de FUndicion MAGnesio ALuminio. El componenente básico es el magnesio, al que se le añade entre un 6% y un 9% de aluminio. 
Las aleaciones de magnesio debido a su ligereza (no sobrepasan 1,8 kg/dm³) son muy utilizadas en la industria aeronáutica y automovilística.